# Bad Rain
Bad Rain è un singolo del chitarrista statunitense Slash, pubblicato il 12 ottobre 2012 come secondo estratto dal secondo album in studio Apocalyptic Love.

## Video musicale
Il videoclip, girato in animazione, è stato reso disponibile a partire dal 26 settembre 2012 attraverso il canale YouTube della Roadrunner Records.

## Tracce
CD promozionale (Regno Unito)
1. Bad Rain – 3:47

Download digitale
1. Bad Rain – 3:46
2. Beggars and Hangers On (Live from Guitar Center) – 6:27
3. Back from Cali (Live from New York) – 3:35
4. Standing in the Sun (Live from New York) – 3:59

## Formazione
- Slash – chitarra
- Myles Kennedy – voce
- Todd Kerns – basso
- Brent Fitz – batteria